# Génome du cheval

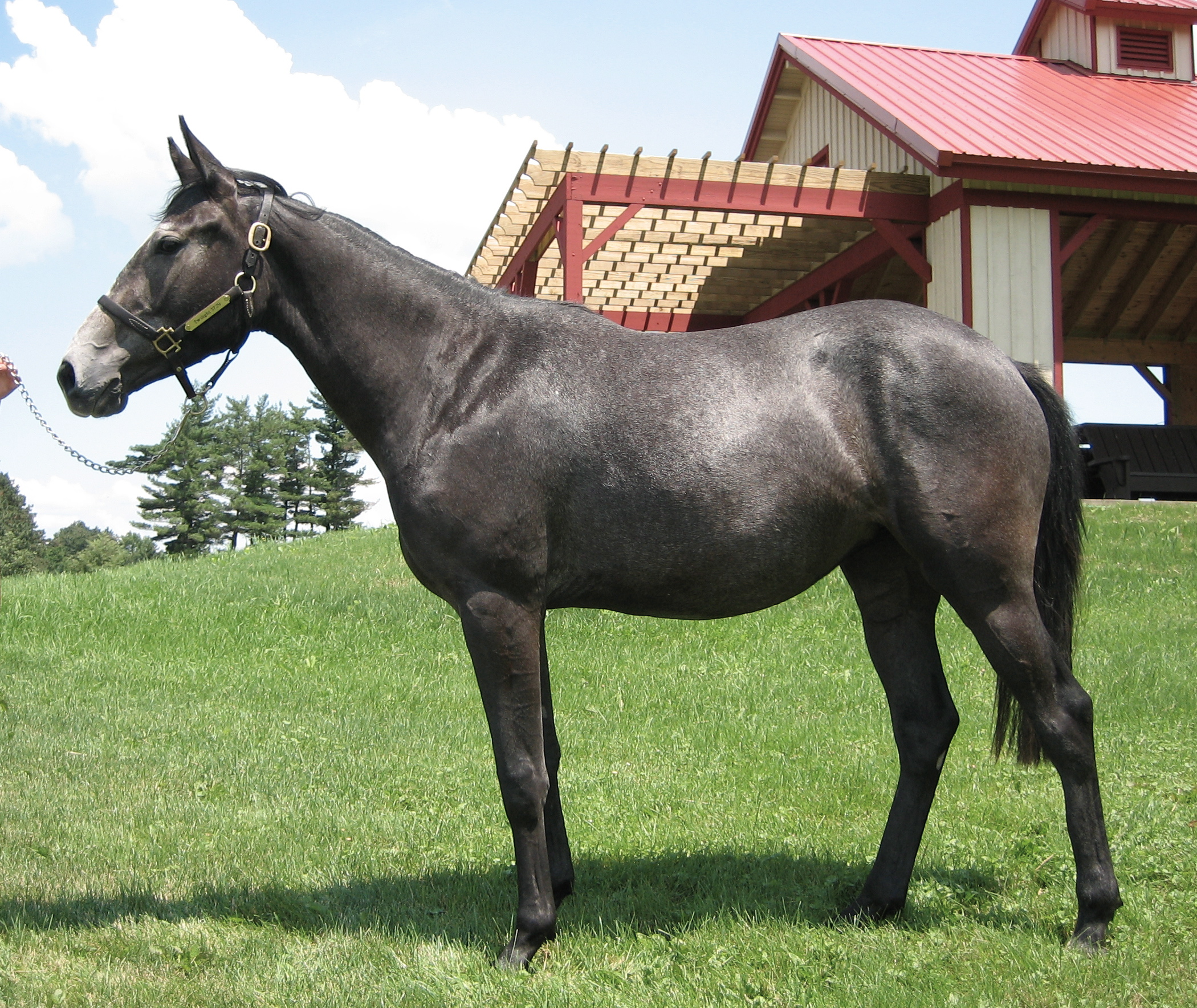
Twilight, jument Pur-sang, premier cheval dont le génome a été entièrement séquencé.

Le génome du cheval a été séquencé en 2007. Il possède 2,7 milliard de paires de base d'ADN Le génome du cheval est donc plus grand que celui du chien, mais plus réduit que celui de l'homme et des bovins.